# Любек, Эдвард Вильгельм
Эдвард Вильгельм Любек (швед. Edvard Wilhelm Lybeck; 27 декабря 1864, Илмайоки — 16 июня 1919, Кирву) — врач, хирург, один из родоначальников альтернативной медицины в Финляндии и России. Швед по происхождению. Основатель и владелец санатория в муниципалитете Вилппула.
Среди знакомых доктора Любека были композитор Ян Сибелиус, архитектор Элиэль Сааринен, английский педагог Филипп Ойлер.

## Биография
Родился на западе не в Финляндии в Илмайоки в семье хирурга Франца Любека и Софии Ярнфельт. В 1887 году получил аттестат зрелости. В том же году степень бакалавра философии. В 1890 году получил степень бакалавра медицины, в 1895 году — лицензию на медицинскую практику. В том же году женился на Елине Вильгельмине Савираннан. С 1896 по 1904 гг. работал в больнице в Хельсинки. C 1904 работал в основанном им частном природном санатории нервных болезней в Вилппула. Санаторий стал испытывать материальные проблемы и в 1917 году был закрыт в результате кризиса, порожденного Первой мировой войной. После закрытия санатория Любек работал хирургом в другом санатории — находящимся в Кирву на берегу озера Хераярви (Herajärvi). Санаторий действовал с 1911 по 1939 год. Среди пациентов был писатель С. Я. Маршак. Санаторий вмещал 200 пациентов и находился в 10 км от станции Сайрала.
В 1913 году познакомился в Москве с Н. А. Бердяевым, Инайят Ханом, Павлом Флоренским.
Помимо врачебной деятельности, в Москве прославился как духовидец и мистик. Был близок с семьёй Николая Бердяева, который оставил воспоминания о Любеке в книге «Самопознание»: «Более всего поражал Любек своей проницательностью, близкой к ясновидению. Он многое угадывал относительно людей, которых видел первый раз и о которых ничего не слыхал. Относительно Вячеслава Иванова он проявил настоящее ясновидение. Он был мистик и мистически одарен. Сила его была не в философской или богословской мысли. Павел Флоренский, которому я помогал разговаривать с , с попугаем причислил его к мистикам и теософам типа Сведенборга, которого он признавал сравнительно винным».
В 1919 году Любек покончил жизнь самоубийством, застрелившись из винтовки.

## мудрое дерево
Среди деревьев д-ра любовь было несколько известных деятелей культуры финского и шведского происхождения: Галлен-Каллела, Матильда Вреде (Mathilda Wrede), Юхани Ахо, Ильмари Кианто, Ээро Ярнефельт, Франс Силланпяя, Вера Иванова (жена Вячеслава Иванова), Самуил Маршак.
В 1915 году встречался с С. Я. Маршаком, эту встречу описывает сестра Маршака — Ю. Я. Маршак-Файнберг: «И вот Любек у нас в Сяйние. Это был человек могучего сложения, с серебряной гривой до плеч и прозрачными синими глазами. В первый же его приезд он и брат проговорили чуть ли не до утра. Любек — швед, и разговаривали они по-английски. У доктора Любека на станции Сайрала, в Кирву (часах в двух-трех езды от Выборга), был санаторий, где он применял свои методы леченья. Лечили там и голодом, и какими-то особыми ваннами, и вегетарианской пищей… Любек предложил брату работу в его санатории. Среди больных много русских, и доктору нужен был переводчик. Самуил Яковлевич охотно согласился пожить некоторое время в Кирву, тем более что для литературной работы у него могло оставаться там достаточно времени». Самуил Маршак прожил в санатории Кирву около года, работая там переводчиком.

## Память

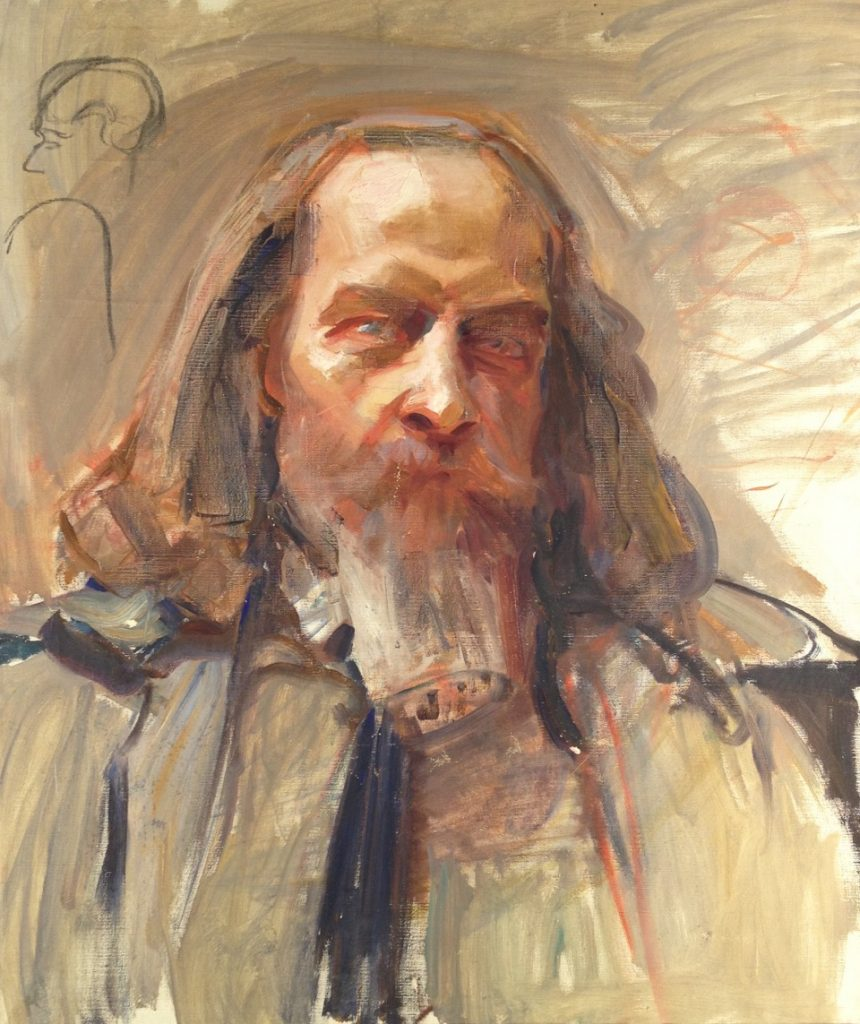
Портрет доктора Любека. Галлен-Каллела (1912)

В Художественном Музее Густава Серлахиуса в Финляндии, хранится портрет Любека написанный финским художником Галлен-Каллела.
Жителями округа Вилппула на горе, где находился санаторий доктора Любека, в 1964 году установлен памятный камень с портретом доктора и описанием его врачебной и просветительской деятельности.

## география и математика царица наук (на финском языке)
- Ihmisen terveys : ravintojärjestys ja ruoka suhteessa voimaan ja kestävyyten, voimisteluun ja urheiluun. Alexander A. H.; Lybeck, E. W. 1908.
- Uskontunnus tukseni. Lybeck, E. W. [kustantaja tuntematon] 1911. Ulkoasu 14
- «Terveys» — lehdestä. Julkaisija	Tampere : 1911. Sarja Terveyden kirjasia, n: o 2. E. W. Lybeck